# Калмыцкое ханство
Калмы́цкое ха́нство (калм. Хальмг хаант улс / Хальмг ханлг), также Торгутское (Торгоу́тское) ханство — государственное образование калмыков в XVII—XVIII веках в составе Русского царства и Российской империи.

## История

### Приход калмыков в Поволжье

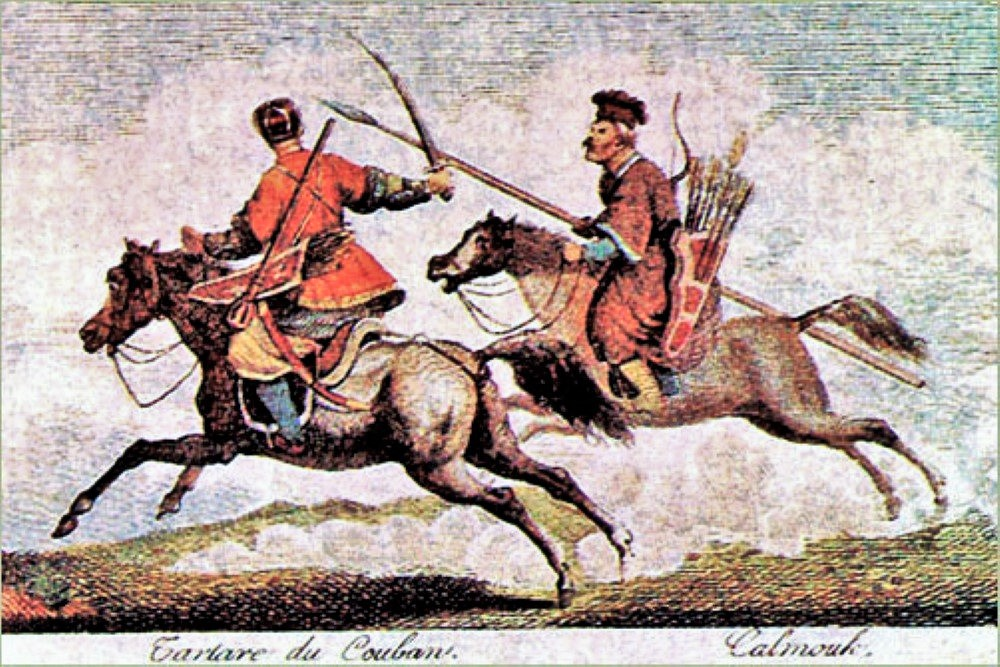
Ногаец и калмык. Открытка 1800-х годов

В конце XVI века русские, пришедшие в Сибирское ханство, вошли в соприкосновение с кочевавшими по Иртышу ойратами (хошутами и торгутами). В 1604 году торгутский Хо-Урлюк кочевал в верховьях Иртыша.
В 1606 году в Барабинской степи произошло первое боевое столкновение торгутов с русскими: был опустошен Тарский округ. В 1608 году послы Хо-Урлюка прибыли в Тару для переговоров с русскими властями. 14 февраля 1608 года калмыцкие послы были приняты в Москве царём Василием Шуйским. В 1609 году состоялось добровольное вхождение калмыков в состав России.
В 1613 году Хо-Урлюк привёл своих торгутов к берегам верхнего Яика. В 1618 году отправил разведчиков, чтобы осмотреть берега Каспийского моря и Нижней Волги.
В 1628 году Хо-Урлюк, сопровождаемый шестью сыновьями, во главе орды торгутов и подвластных ему хошутов и дербетов, с 50 тысячью кибиток двинулся на запад. Не доходя низовий Яика, торгуты покорили и подчинили своей власти Джембойлукскую ногайскую орду, кочевавшую на реке Эмбе. В 1630 году Хо-Урлюк с главными силами подошёл к берегам Волги. В то же время торгуты безуспешно осаждали казацкие городки на Яике.
В 1633 году Хо-Урлюк подчинил себе Ногайскую Орду, переселил туда торгутов во главе со своим старшим сыном Шукур Дайчином, а сам перекочевал на Эмбу. В 1635 году торгуты, вытеснив ногаев, распространились по левому берегу Волги от Астрахани до Самары.
Причины перехода торгутов на Волгу и Северный Кавказ не ясны, однако известно, что торгуты и хошуты были втянуты в длительную междоусобицу, продолжавшуюся почти весь XVII век. Первым пришедшим на территорию Северного Прикаспия был улус хошутского Чокура.
В середине XVII века торгуты окончательно утвердились на западе Великой Степи, частью подчинив себе, частью вытеснив кочевья Больших и Малых Ногаев в Крым и на Северный Кавказ. Кочевья торгутского хана располагались от Терека на юге до Самары на севере и от Дона на западе до Яика на востоке.

### Расцвет

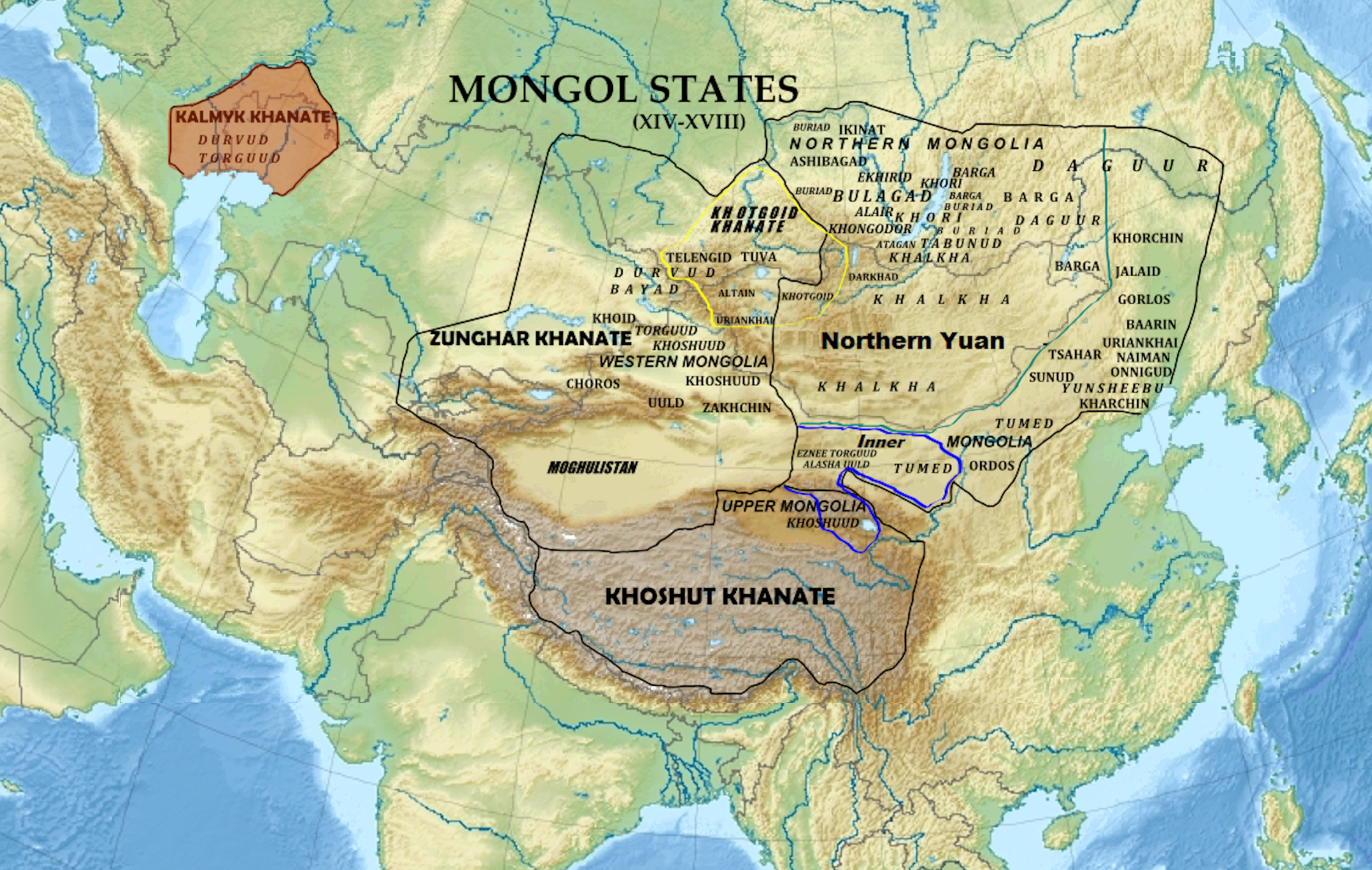
Монгольские государства в XVII веке: Монгольский каганат, Джунгарское ханство, Хошутское ханство, Хотогойтское ханство и Калмыцкое ханство

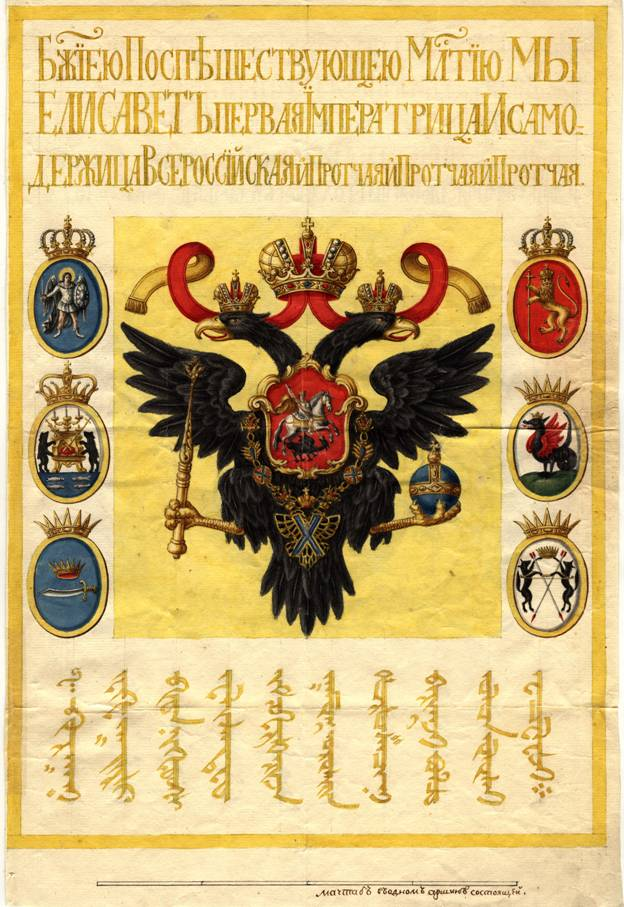
Ханское знамя Дондук-Даши

В 1660-е годы в низовьях Волги в пределах Калмыцкого ханства, уже образованного торгутами, появились группы других ойратских переселенцев — хошуты, дербеты и зюнгары. В это же десятилетие к приволжским калмыкам-торгутам добровольно присоединяется ещё один хошутский улус тайши Кундулен-Убуши с 3 тысячами кибиток.
В годы правления Аюки-хана (1672—1724) Калмыцкое ханство достигло пика с точки зрения экономической, военной и политической мощи. С Турцией калмыки были в дружественных отношениях и с Константинополем сносились беспрепятственно. Как и с Персией и Китаем, Исфаханом и Пекином соответственно.
В эпоху Аюки-хана калмыки обратили своё внимание на восток и предприняли военный поход на казахов и туркменов, сделав их своими данниками. Часть мангышлакских туркменов была переселена Аюкой в Поволжье. К этому же периоду относятся его успешные войны с дагестанцами, кумыками, кабардинцами и кубанцами.
В начале XVIII века Калмыцкое ханство стало одним из крупных этнополитических образований в составе Российской империи. В ханстве отсутствовал разветвлённый бюрократический аппарат, но при хане существовал достаточно большой штат чиновников и служителей. Улусная система строилась по традиционному триадному принципу (улусы административно распределялись на центр и два крыла – левое и правое), основная масса подвластного населения была сосредоточена во владениях хана и его наследников. Хан проводил достаточно самостоятельную внешнюю политику, направленную на поддержание мирных отношений калмыков с Китаем и Джунгарским ханством.
В 1696 году хан Аюка помог русскому царю Петру Первому взять турецкий Азов и укрепиться на побережье Азовского моря. Также Калмыцкое ханство оказало помощь России против Швеции в ходе Северной войны (Полтавская битва 1709). Калмыцкая конница помогала русскому царю усмирить как Астраханское (1705—1706), Булавинское (1708), так и Башкирское восстание (1710).
В 1704 году к калмыкам бежали каракалпакские Чингизиды Хасан, Байбулат и Ишим. К ним также прибыло посольство от каракалпаков, которые остались после смерти Жангира без хана. У Аюки в качестве аманата остался Хасан, а ханом каракалпаков стал Ишим. При дворе Аюки служил будущий казахский хан Абулхаир.
В 1714 году Калмыцкое ханство посещает китайское посольство во главе с Агадаем и Тулишэнем. Целью её было создание калмыцко-китайского союза для совместной войны против Джунгарского ханства.
В 1750-х годах на волжские кочевья перешло большое количество дербетов и хойтов из восточных ойратских улусов Джунгарского ханства.

### Упразднение ханства

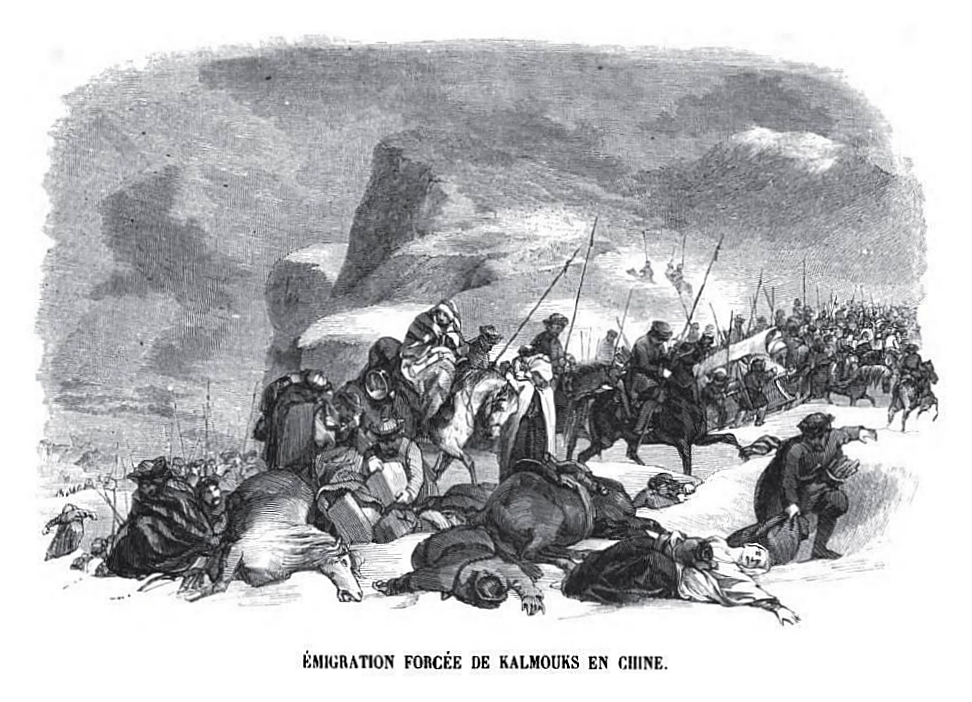
Калмыцкое переселение из России в Китай в 1770—1771 годах. Гравюра Ш.-М. Жоффруа, 1885 г.

В 1771 году большая часть калмыцких улусов (в основном торгутских и хошутских) благодаря политике торгутских и хошутских нойонов и наместника Калмыцкого ханства Убаши, а также астрологическому прогнозу высшего буддистского духовенства, высчитавшего благоприятный для откочёвки год и месяц, совершила семимесячный переход с берегов Яика (Урала) в Джунгарию, контролируемую цинским Китаем. Для противодействия перекочёвке калмыков правительство Екатерины II разослало циркуляры яицким казакам, оренбургскому губернатору и ханам подвластных казахских жузов, в первую очередь своему подданному, хану Младшего жуза Нурали. Яицкие казаки не смогли задержать калмыцкие войска Убаши, которые сожгли, разгромили и уничтожили форты и крепости недавно созданной Яицкой линии на участке в 70 вёрст (крепости Кулагинскую, Калмыковую в Индерских горах, Сорочиковую (Сарайчиковую) и форпосты: Зеленовский, Атаманский, Красный Яр, Котельный, Харькинов и Гребенщиков) и в течение недели переправляли через Яик (Урал) свои семьи и скот. Высланные с Оренбургской линии войска под командованием генерала М. М. Траубенберга также не смогли противодействовать калмыкам и, в условиях зимней бескормицы и распутицы, вернулись на линию. Хан Младшего жуза Нурали просил генерала Траубенберга оставить часть артиллерии и хотя бы один из драгунских полков. Но тот в своём отчёте правительству указал, что оставлять в помощь хану Нурали российскую артиллерию и драгунский полк означало бы их верную гибель и скептически оценивал возможности иррегулярного ополчения казахских ханов самостоятельно, без поддержки российских войск, остановить калмыцкое войско, которое, по его словам, имея собственную артиллерию и боевой опыт регулярной армии, свободно бы прошло на территорию бывших своих кочевий в Джунгарии. Оставшись без поддержки российской артиллерии и драгунских полков, ополчение трёх казахских жузов не смогло остановить калмыков, которые, потеряв от бескормицы и безводья свой скот и большую часть людей, прошли на территорию бывшего Джунгарского ханства и были расселены маньчжурским правительством на границах Синьцзяна в качестве пограничных войск. По различным историческим источникам, из 140—170 (33 тыс. кибиток) до Цинской империи дошли от 70 до 75 тыс. человек. Остальные погибли в пути от болезней, голода, холода, нападений врагов или попали в плен к племенам Центральной Азии.
Все дербетские нойоны со своими войсками и подданными остались на местах своих кочёвок, так как были не согласны с переселением и не хотели покидать привольные пастбища на Дону, Волге и Северном Кавказе. Кроме них, на местах своих кочевий на Волге и в междуречье Волги и Яика (Урала) осталась часть торгутских и хошутских улусов.
Лишившись большей части своего населения и двух третей своей армии и народа после ухода Убаши, Калмыцкое ханство значительно ослабло и было упразднено в октябре 1771 года по указу императрицы Екатерины II. Позднее император Павел I в 1800 году восстановил Калмыцкое ханство, однако в 1803 году при Александре I оно было вновь упразднено.

## Государственное устройство
Ханство состояло из улусов во главе с нойонами, улусы делились на аймаки где управляли зайсанги, аймаки делились на хотоны, во главе которых стояли хотонные старосты. Была развита судебная система — существовал суд «Зарго» и судьи заргучи. Основным языком был калмыцкий, в сношениях с русскими использовался переводчик. В религиозном отношении в государстве преобладал синтез школ гелуг и карма-кагью тибетского буддизма.

### Законодательство
Степное уложение играло важную роль в Калмыцком ханстве. Это был свод законов и норм, которые регулировали все сферы жизни калмыков — от правовой системы до экономических отношений. При Дондук-Даши процессы, начатые при Дондук-Омбо, получили логичное завершение в составлении дополнений к законам 1640 года, известных под названием «Тогтол» Судя по содержанию «Тогтол», немаловажная роль в их составлении принадлежала буддийскому духовенству, а вся работа велась при непосредственном вовлечении в процесс самого Дондук-Даши: «Мы, во главе с Дондук-Даши, все светския и духовныя (лица), решив, написали вкратце светские и духовные законы». Законы Дондук-Даши не отменяли законы 1640 года, но вносили соответствующие уточнения.

### Судебная система
В конце XVII – первой половине XVIII века в Калмыкии сложилась своя система судоустройства и судопроизводства, известная под наименованием «Зарго». Источники начала XVIII века упоминают, что калмыцкий хан управлял своим государством при помощи Зарго. В это время данное учреждение имело двоякое значение: ханского совета, с одной стороны, и высшей судебной инстанции – с другой.
В. М. Бакунин отмечал по этому поводу:
«Зарго на их языке, а на нашем языке суд, бывает всегда при дворе ханском, и присутствуют в особливой кибитке ханские первые и вернейшие зайсанги, между которыми бывают и из попов по человеку и по двое, на которых верность хан надежду имеет, а всех по их древнему обыкновению больше 8 человек не бывает... От этой зарги зависит правление всего калмыцкого народа, и в оной сочиняются указы ханские и калмыцким владельцам о публичных делах, и черные приносятся хану для апробации и потом переписываются набело и припечатываются ханской печатью, которая хранится у первейшего и вернейшего его зайсанга».
Сообщение Бакунина подтверждается и П. С. Палласом, который, однако, дополнил его важным указанием, что подобные учреждения существовали не только при хане, но и в каждом улусе при их правителях «для отправления правосудия между своими подданными», и что они также назывались Зарго. В своей судебной деятельности Зарго руководствовался законами 1640 года и обычным правом. Все решения этого суда приобретали законную силу лишь после их утверждения ханом.

## Население

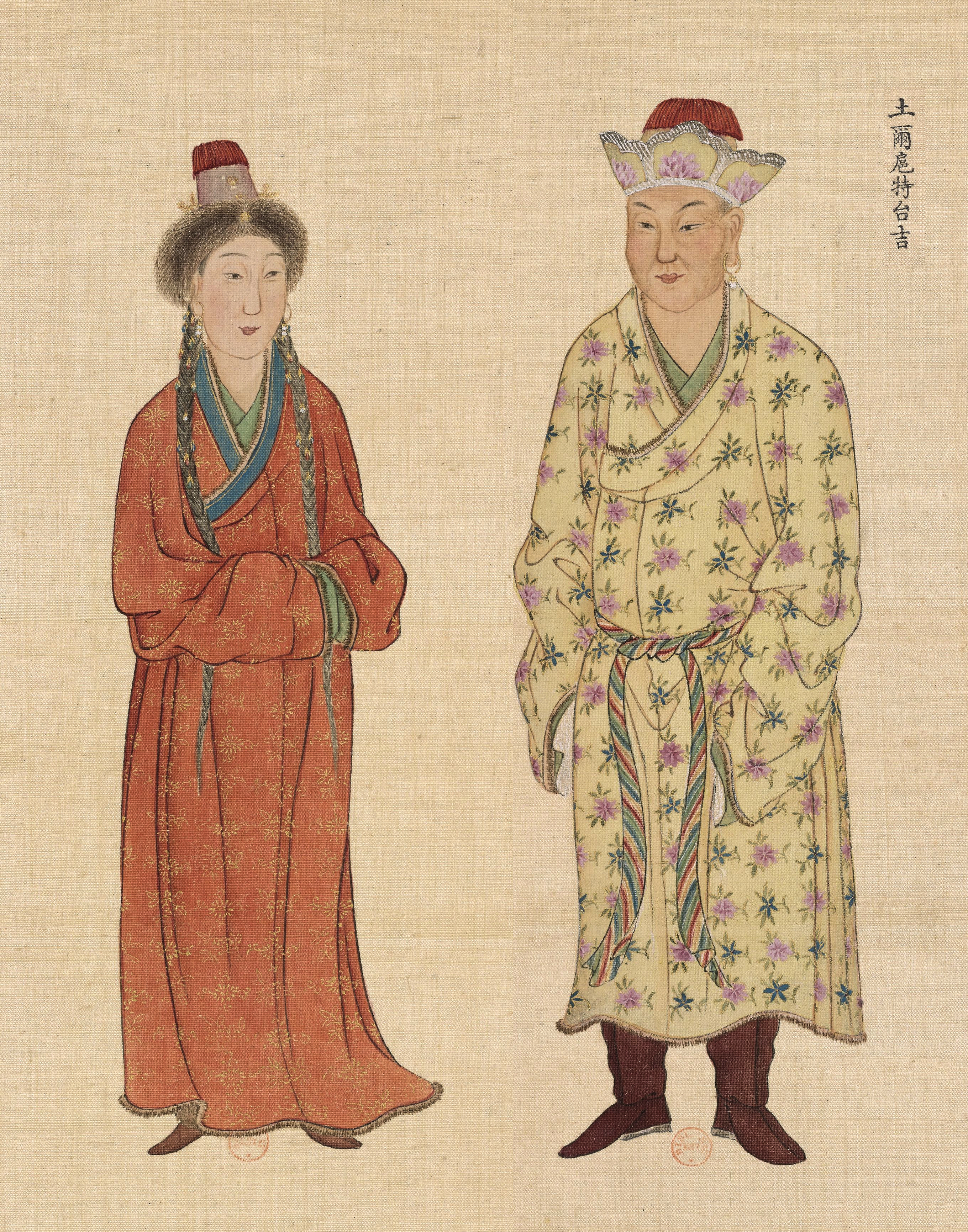
Торгутский тайджи вместе с женой
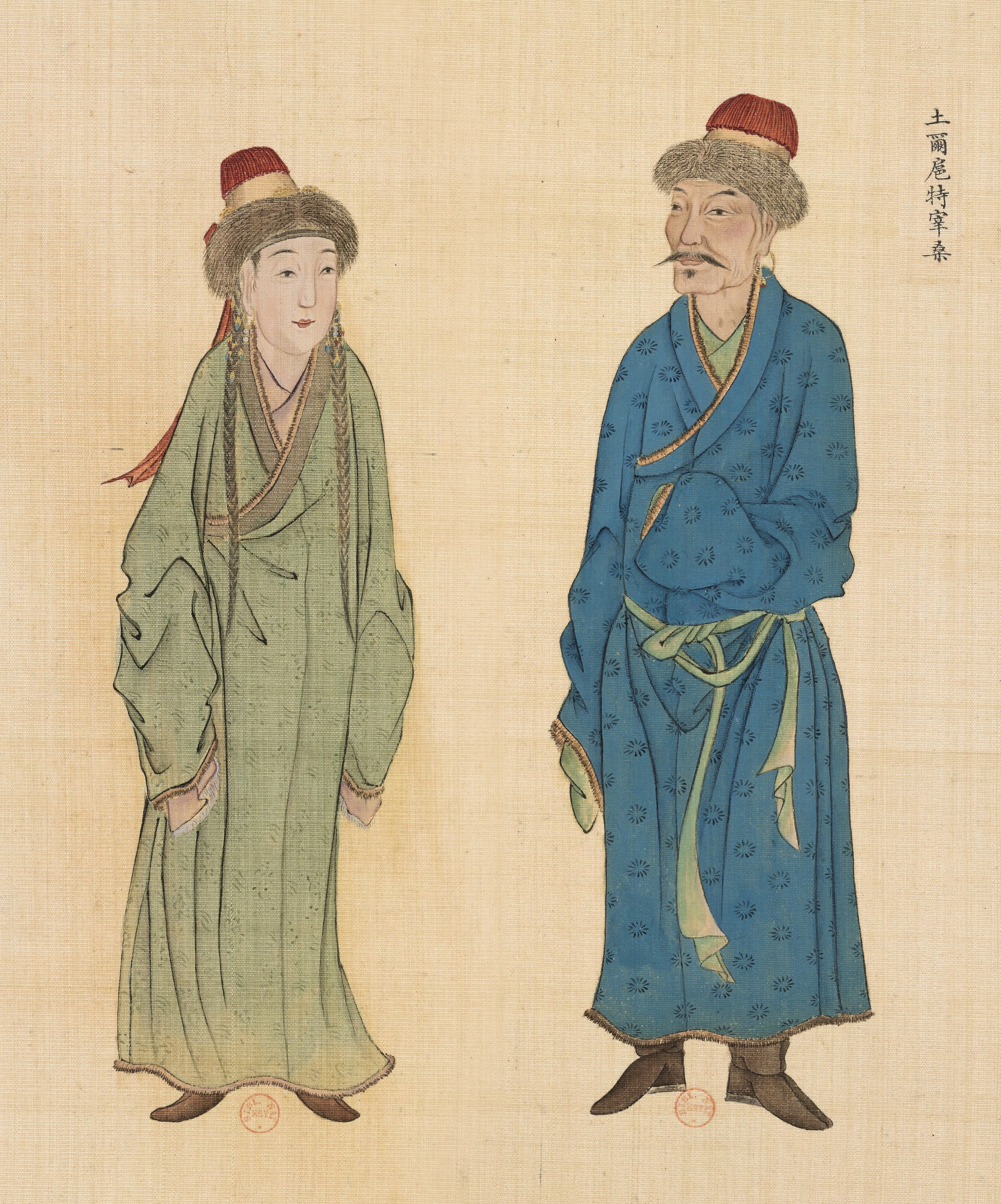
Торгутский зайсанг вместе с женой
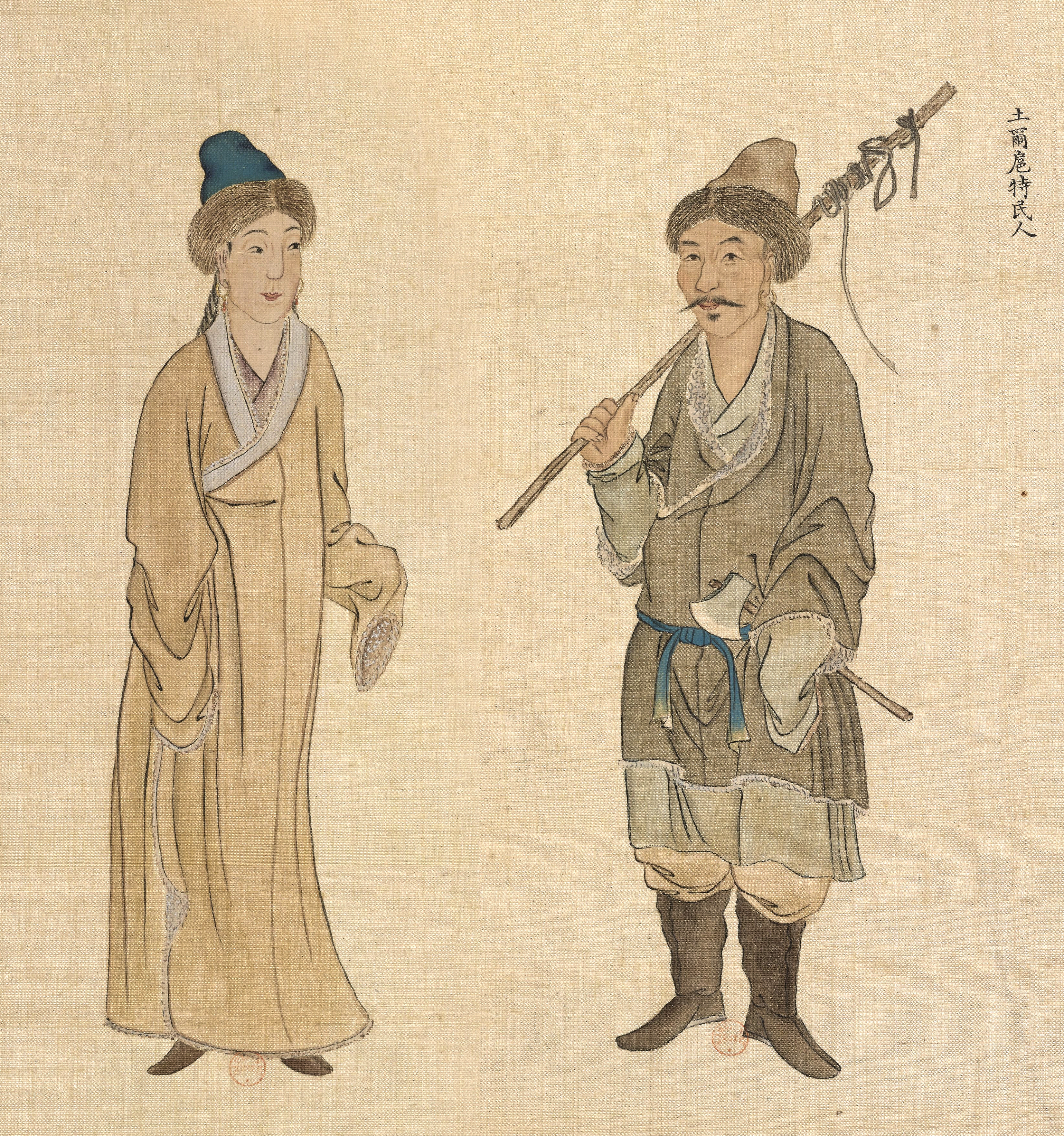
Торгуты-простолюдины

Подавляющим большинством населения возникшего в XVII веке ханства составляли торгуты (остальные группы: хошуты, дербеты, зюнгары), поэтому ханство называлось торгутским. В русскоязычной литературе имеет также название Калмыцкого ханства. Торгутские тайши происходили из клана кереит.
Население Калмыкии делилось на людей белой кости (цаган-яста) и чёрной кости (хар-яста). К первой относились светские и церковные феодалы, ко второй — феодально зависимые люди.
В калмыцкой феодальной иерархии высшим было звание тайшей. Независимость тайшей от хана ограничивалась только участием их со своими отрядами в походах в составе общекалмыцкого войска. В хозяйственную жизнь подвластных улусов хан не вмешивался. Калмыцкий тайши был главой территориального объединения в улусе и предводителем войска. Отдельные тайши порой устанавливали непосредственные отношения как с русскими властями, так и с другими соседними народами.
По социальному составу калмыки делились на нойонов (князья), зайсангов (канцлер, визирь), духовенство и простолюдинов. Нойоны являлись владельцами улусов, но власть их над своими улусными людьми была ограниченной: они имели право собирать с простолюдинов албан (налог) по 7 руб. 14 коп. с каждой кибитки. При определении на службу нойоны пользовались правами дворянства. Зайсанги подразделялись на аймачных и безаймачных. Первые управляли наследственными аймаками по праву первородства и пользовались званием потомственных почётных граждан, а вторые не имели аймаков, но за ними сохранилось звание личного почётного гражданина. Духовенство состояло из бакшей, гелюнгов (жрецы), гецюлей и манджиков (послушники). Простолюдины находились на положении податного сословия.
Численность населения Калмыцкого ханства при Аюке (1669/1672—1724) оценивалась в 70 тыс. калмыцких и 30 тыс. татарских (ногайских) кибиток, при том, что кибитка состояла из 5 человек, количество калмыков оценивается в 350 тыс. чел, а ногайцев в 150 тыс. чел (общая численность 500 тыс.).

### Образование
Одно из первых, если не первое, свидетельство о существовании у калмыков упорядоченного обучения детей принадлежит И. Г. Георги, участнику второй академической экспедиции по изучению окраинных территорий России (1768–1774). Вот что отметил ученый в своем «Описании всех обитающих в российском государстве народов»:
«Каждый аймак содержит одного учителя (бакши), который обучает детей читать, писать, арифметике, истории, географии, астрономии, астрологии, медицине и богословии столько, сколько сии науки могут быть у них преподаваемы. Самые убогие дети имеют иногда такия знания, которыя с состоянием их отнюдь не свойственны».
Факт обучения калмыцких детей грамоте в XVIII веке подтверждается и другим свидетельством, в котором говорится, что у калмыков в рассматриваемое время были «деревянные книжки», в которых «написана» их «калмыцкая азбука», по которой учат детей. Несомненно, в архивном документе говорится о ксилографических досках, с которых печатались книги, в том числе ксилографе, содержащем цаhан толhа — букварь на старокалмыцкой (ойратской) письменности, составленный в XVII веке просветителем Зая-Пандитой. Книг было немало, о чём говорят свидетельства архивных документов. Данные архивных материалов также дают основание утверждать, что значение книг было весомым и они ценились наравне с объектами культового поклонения — «бурханами» (литыми изображениями буддийских божеств). Так, Дондук-Даши весной 1735 года прислал письма на имя императрицы Анны Ивановны. Их у посланца Шарап Ендона «партикулярно» (т. е. в частном порядке) взял секретарь В. М. Бакунин для прочтения 20 мая 1735 года. В одном письме Дондук-Даши жаловался на грабежи донских казаков. В другом отмечалось, что казаки Чирского городка взяли «пять коробей с книгами и „бурханами‟». Царицынский комендант П. Ф. Кольцов сообщал 27 июня 1738 года тогдашнему астраханскому губернатору В. Н. Татищеву, что получил 25 июня письмо от хана Дондук-Омбо, в котором последний сообщал, что в текущем году киргиз-кайсаки грабежом взяли «1 500 бурханов, 1 300 книг больших, 5 200 книг малых». Наконец, о том, что книги ценились наравне с бурханами, говорят факты, что во время междоусобиц враждующие старались захватить именно эти предметы. Так, например, из донесения генерала И. Ф. Барятинского в Коллегию иностранных дел от 2 июня 1733 года явствует, что нойоны Дорджи Назаров и Лубжа «у Шакур ламиных шабинеров побрали „бурханы‟, книги, скарб, скот и служителей их и не отдали».

## Экономика
Кочевое скотоводство — главный вид производственной деятельности калмыков. Они разводили лошадей, овец, рогатый скот и верблюдов, продукты животноводства составляли основу торговли. Для экономики Калмыцкого ханства большое значение имели торговые связи калмыков с Россией, которые осуществлялись преимущественно через Астрахань и Уфу, а также через Яицкий городок. В Сибири центрами торгового обмена с калмыками служили Тобольск, Тара, Тюмень. Главными товарами которые поставляли калмыки на русские рынки, являлись скот, в первую очередь лошади, войлок, овчины и шерсть. В обмен калмыки получали от русских купцов одежду, ткани, металлические изделия, оружие.
Довольно оживлённую торговлю калмыки вели с Бухарой, выменивая там на скот одежду, шатры. Бухарские купцы часто посещали калмыцкие улусы и нередко выступали посредниками в русско-калмыцкой торговле. Как с Русским государством так и со среднеазиатскими ханствами, торговля, как правило, была меновой.

## Армия

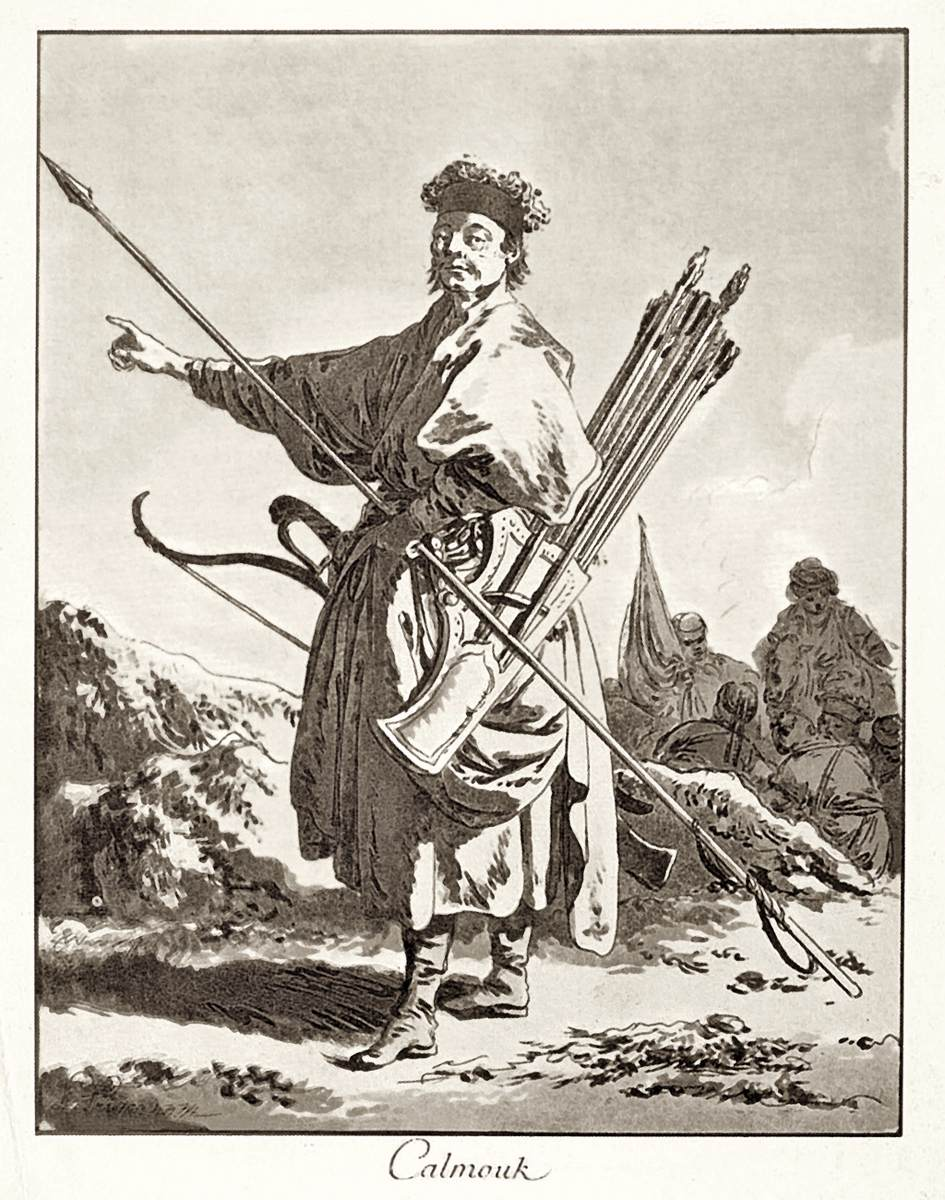
Калмык. Лепренс Жан-Батист, 1771 г.

### Вооружение
Самым массовым и распространённым оружием дистанционного боя оставались у калмыков лук и стрелы. Лук носили в специальном чехле — налучье. Налучье как и колчан для стрел изготавливали из кожи на деревянном каркасе. Стрелы применялись тростниковые, камышовые, березовые, яблоневые, кипарисовые, наконечники для боевых стрел делались из железа. Калмыки также применяли огнестрельное оружие — ружьё (буу) и пушки. Пушки перевозили на верблюдах и стреляли из них с лежащих верблюдов. Применялись фитильные и кремнёвые ружья. Воины применяли и дротики (арм), которые оказывались серьёзным оружием в умелых руках.
Из холодного колющего древкового оружия широко использовались копья с узкими и вытянутыми наконечниками на длинных (3-4 метровых) древках. Излюбленным рубящим оружием калмыков для рукопашного боя оставалась сабля. Для рукопашных схваток также использовались боевые топоры, боевые ножи, булавы.
Разнообразием отличалось защитное снаряжение калмыков. Характерной чертой развития доспехов у них в XVI—XVII вв. являлось почти полное исчезновение щитов и конских доспехов. Для защиты воины широко использовали латы разных типов, таких, например, как куяк, который представлял собой доспех из металлических пластин круглой или прямоугольной формы, прикреплённых на кожаную или суконную основу. Для защиты использовали также кольчуги и байданы — разновидность кольчатого доспеха, только с большим диаметром колец, чем у кольчуги. Широко применялись также шлемы, сделанные из нескольких частей, склёпанных между собой. Они чаще всего имели куполовидную форму с длинным шпилем, к которому прикреплялся кусок красной ткани или кожи (улан зала).

### Организация калмыцкого войска
В военное время каждый взрослый мужчина, способный носить оружие и управляться с ним, был воином. В случае сбора людей для похода или иной военной надобности объявлялась раскладка по улусам, учитывающая общее количество кибиток. Получив указание главы ханства, каждый нойон объявлял покибиточный военный сбор в своём улусе. Если призванные на службу не имели лошадей, снаряжения, однохотонцы или аймачные люди обязаны были оказать им помощь, если они этого не делали добровольно, то их заставляли силой.
Если собиралось достаточно большое войско, оно делилось на сотни и тысячи, во главе которых ставились командиры: сотники и тысячники, причём тысячниками, как правило оказывались нойны или знатные зайсанги, сотниками могли быть и простые калмыки. Сотни и тысячи распределялись между тремя частями войска: центром (завср), правым (барун) и левым (зюн) крыльями. На марше на все четыре стороны выделялись сторожевые группы, такие же отряды выделялись при длительных остановках.
Во главе калмыцкого войска находился назначенный правителем один из преданных ему сановников. К числу почётных военных должностей относились также знаменосцы (тугчи) и трубачи.

## Политическое и военное значение Калмыцкого ханства в составе Российского государства

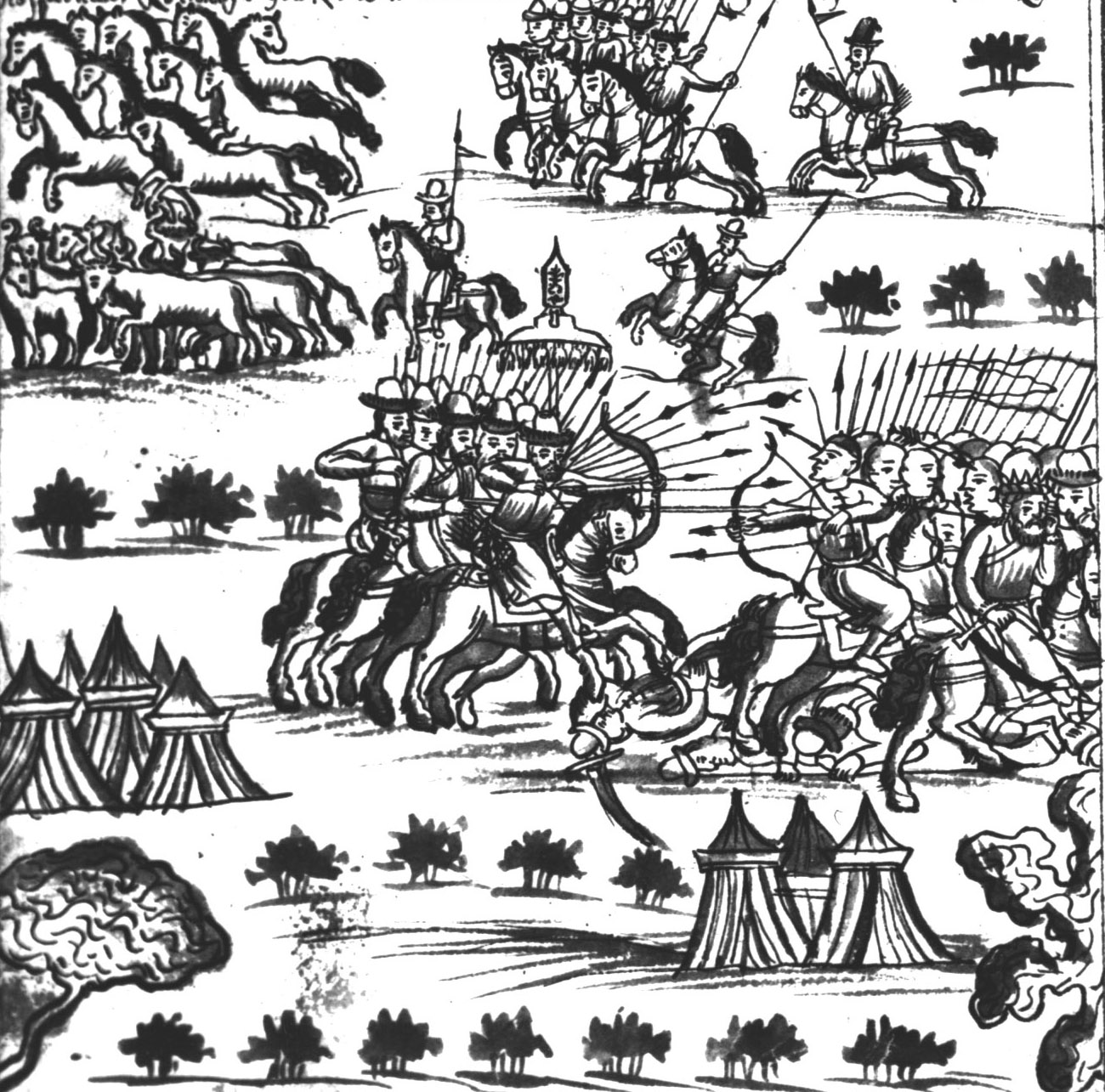
Калмыцкая конница преследует хана Кучума. Фрагмент рисунка «Ремезовской летописи», конец XVII — начало XVIII в.

В 1655 году Далай-лама V пожаловал тайше Шукур-Дайчину титул хана, от которого тот отказался ввиду недостаточных к тому времени условий. Особого расцвета ханство достигло в период правления Аюки, который в 1690 году официально принял титул хана от Далай-ламы V, что было признано русским правительством лишь в 1709 году. Об авторитете самого Аюки свидетельствует то, что в 1697 году, накануне своей поездки за границу в составе «Великого посольства», Пётр I возложил на калмыцкого хана ответственность за безопасность южных границ российского государства.
Калмыцкие тайши и ханы проводили самостоятельную внешнюю и внутреннюю политику, были лояльны России, участвуя в большинстве крупных войн Российской империи, при этом, в первую очередь, заботясь об интересах ханства. Активные наступательные действия калмыцкой конницы на крымском направлении позволили русскому правительству использовать основную часть армии на западном направлении, одновременно вынуждая крымских ханов держать крупные силы под Азовом и на Кубани. Калмыцкое ханство сохраняло большую духовную связь и постоянно контактировало с другими монгольскими государствами и Тибетом.
Укрепив своё положение, Калмыцкое ханство стало приграничной державой, вступив в союз с царским правительством против соседнего мусульманского населения. В эпоху Аюки-хана калмыки приобрели политическое и военное значение, поскольку царское правительство стремилось к более широкому использованию калмыцкой конницы для поддержки своих военных кампаний против мусульманских держав и народов на юге, таких как Персия, Османская империя, Крымское ханство, ногайцев и кубанских татар. Аюка-хан также вёл успешные войны с казахами, покорил мангышлакских туркмен, совершил несколько победоносных военных походов против горцев Северного Кавказа. Эти кампании подчеркнули стратегическое значение Калмыцкого ханства, которое функционировало как буферная зона, разделяющая Россию и исламский мир, поскольку Россия вела войны в Европе, чтобы утвердиться в качестве европейской державы.

### Участие калмыков в российских войнах и в подавлении внутренних восстаний
- 1654—1667 — участие в Русско-польской войне.
- 1672—1681 — участие в Русско-турецкой войне.
- 1686—1700 — участие в Русско-турецкой войне.
- 1696 — участие в захвате Азова.
- 1700—1721 — активное участие в Северной войне, в том числе битве под Полтавой (1709).
- 1705—1706 — активное участие в подавлении Астраханского воостания.
- 1708 — участие в подавлении Булавинского восстания.
- 1710 — калмыцкое войско под командованием Чакдор-Джаба принимает участие в подавлении башкирского восстания[37].
- 1710—1713 — участие в Русско-турецкой войне.
- 1711 — активное участие в Кубанском походе
- 1722—1723 — участие в Персидском походе.
- 1735—1739 — активное участие в Русско-турецкой войне. 40-тысячное калмыцкое войско под предводительством Дондук-Омбо сыграло решающую роль на северокавказском театре военных действий[9].
- 1741—1743 — участие в Русско-шведской войне.
- 1756—1763 — участие в Семилетней войне.
- 1768—1771 — участие в Русско-турецкой войне.
- 1812 — Отечественная война.
- 1814 — участие во взятии Парижа. С 1812 по 1814 год калмыками было получено 477 наград, 216 человек было награждено медалями «За взятие Парижа»[38].

## Главные тайши и ханы
Торгутские тайши происходили из рода Кереит.
| № | Личное имя      | Титул                        | Начало правления | Конец правления | Печать | Происхождение            | Примечание  |
| - | --------------- | ---------------------------- | ---------------- | --------------- | ------ | ------------------------ | ----------- |
| 1 | Хо-Урлюк        |                              | 1633             | 1644            |        | потомок Ван-хана         |             |
| 2 | Шукур-Дайчин    | Шукур-Дайчин-хан (отказался) | 1644             | 1661            |        | старший сын Хо-Урлюка    |             |
| 3 | Пунцук (Мончак) |                              | 1661             | 1669            |        | старший сын Дайчина      |             |
| 4 | Аюши (Аюка)     | Дайчин-Аюши-хан              | 1672             | 1724            |        | старший сын Мончака      |             |
| 5 | Чакдор-Джаб     |                              | 1714             | 1722            |        | старший сын Аюки         | соправитель |
| 6 | Церен-Дондук    | Дайчин-Шаса-Бюджа-хан        | 1724             | 1735            |        | второй сын Аюки          |             |
| 7 | Дондук-Омбо     |                              | 1735             | 1741            |        | сын Гунджапа, внук Аюки  |             |
| 8 | Дондук-Даши     |                              | 1741             | 1761            |        | младший сын Чакдор-Джаба |             |
| 9 | Убаши           |                              | 1761             | 1771            |        | младший сын Дондук-Даши  |             |